# Promenade des Anglais

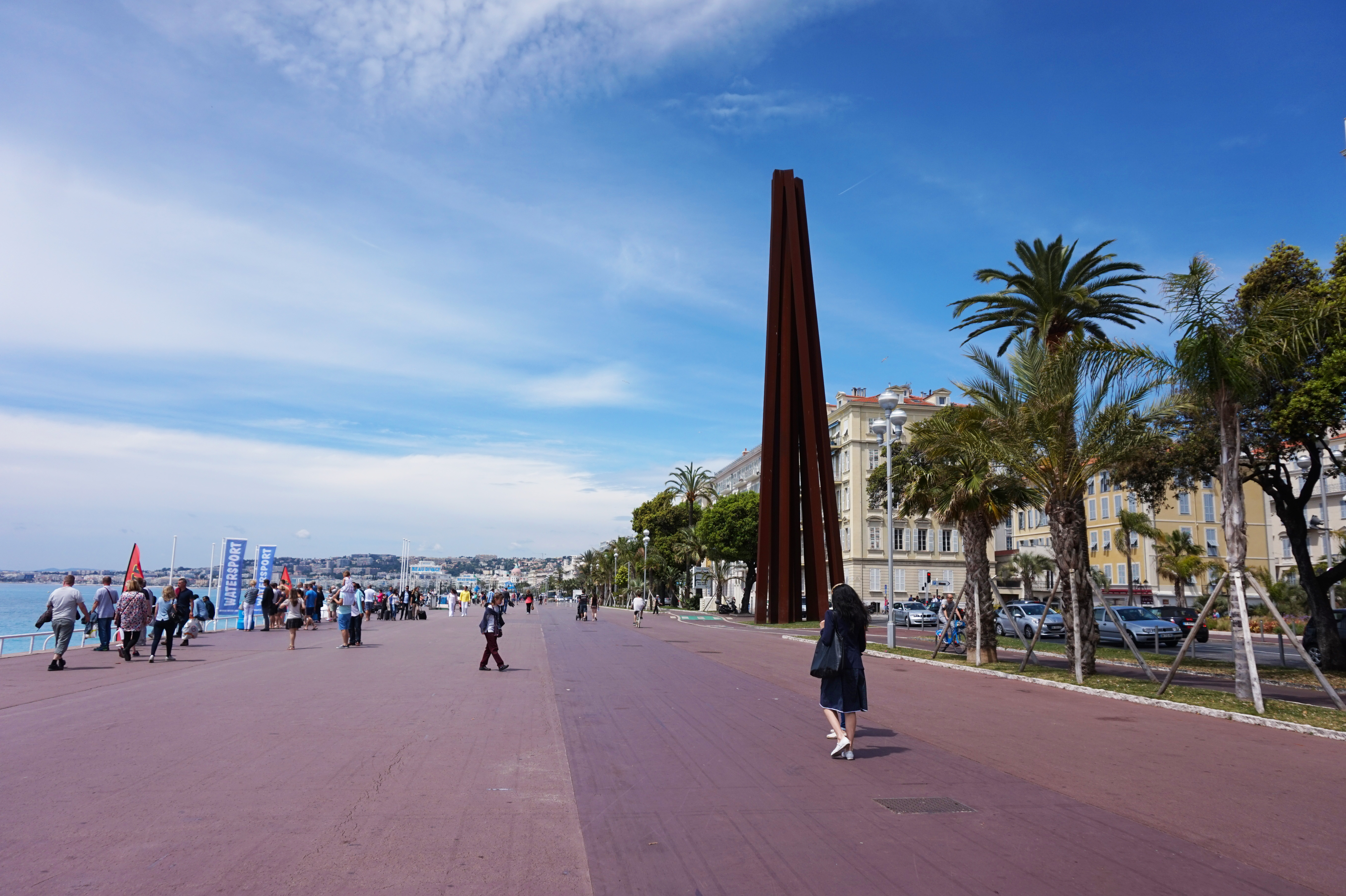

Promenade des Anglais (franska, 'engelska promenaden') eller på niçois Camin dei Anglés är ett promenadstråk i Nice och löper längs, och har utsikt över, Baie des Anges ('ängelbukten'), Medelhavets kust utanför Nice. Den löper från Nice flygplats till Amerikanska kajen (Quai des États-Unis), och är ungefär 7 km lång.
Under andra halvan av 1700-talet började engelsmän tillbringa vintrarna i Nice och åtnjöt utsikten över kusten. 1820 var en särskilt kall vinter varvid många tiggare sökte sig till Nice. Några av engelsmännen föreslog att dessa för deras försörjning skulle kunna få arbeta med att skapa ett promenadstråk längs havet. Det bekostades av Lewis Way. När Nice återtogs av Frankrike från Kungariket Sardinien 1860 kom det att kallas La Promenade des Anglais; innan dess hade den på den lokala dialekten niçois kallats Camin deis Anglés.
Promenadstråket var platsen för terrorattentatet i Nice 2016.